# Gauting
Gauting is een gemeente in de Duitse deelstaat Beieren, en maakt deel uit van de Landkreis Starnberg.
Gauting telt 20.687 inwoners.